# ESWE Versorgungs AG
Die ESWE Versorgungs AG ist ein deutsches Energieunternehmen mit Sitz in Wiesbaden. Das Unternehmen versorgt die hessische Landeshauptstadt mit Strom, Erdgas und Fernwärme. Strom und Erdgas werden auch überregional angeboten. Andere Dienstleistungen sind beispielsweise eine Vor-Ort-Energieberatung, der Einbau einer Wärmepumpe oder Photovoltaikanlage oder ein intelligenter Hausnotruf.
Die Abkürzung ESWE geht zurück auf die im Jahr 2000 aufgelösten Stadtwerke. Die Buchstaben S und W für Stadtwerke Wiesbaden werden hier seit einer Werbeaktion zur Modernisierung des Unternehmens im Jahr 1970 in Lautschrift ausgeschrieben, also Es und We, sowie in Großbuchstaben gesetzt.

## Geschichte
Das Wiesbadener Stadtparlament beschloss am 30. April 1930, die städtischen „Wasser- und Lichtwerke“ in eine Aktiengesellschaft umzuwandeln. Ziel war es, größere Chancen auf dem Darlehensmarkt zu haben sowie mehr Flexibilität und Unabhängigkeit zu erreichen. Im Jahre 1942 wurde durch die Einbeziehung der Städtischen Verkehrsbetriebe ein kommunaler „Querverbund“ geschlossen.
Die ESWE-Verkehrsbetriebe wurden 2000 ausgegliedert und in eine GmbH umgewandelt. Der Hauptsitz befindet sich in der Konradinerallee 25, Wiesbaden, Deutschland. Im Jahr 2002 wurde der ESWE Innovations- und Klimaschutzfonds gegründet. Dieser hat zum Ziel Privatleute, aber auch Unternehmen bei nachhaltigen Maßnahmen zu unterstützen. Unter anderem wird der Einbau einer Solarspeicherbatterie gefördert.
2005 übergab ESWE Versorgung das Wasserwerk Schierstein an Hessenwasser. 2006 wird die ESWE Netz GmbH gegründet (seit 2014 Stadtwerke Wiesbaden Netz GmbH oder einfach sw netz). Sie ist eine 100%ige Tochter der ESWE Versorgungs AG. Im Jahr 2009 wird der Gaswerksverband Rheingau AG mit ESWE Versorgung verschmolzen. Mit der Beteiligung der WVV Wiesbaden Holding GmbH, die eine 100%ige Tochter der Stadt Wiesbaden ist, erfolgt die Rekommunalisierung der Thüga AG München. Diese hält als Partner mit 49,38 % am Aktienkapital der ESWE Versorgungs AG. 50,62 % hält die WVV Wiesbaden Holding GmbH.
Ebenfalls im Jahr 2009 wird die ESWE BioEnergie GmbH gegründet. Sie ist ebenfalls eine 100&ige Tochter der ESWE Versorgungs AG. Die ESWE BioEnergie hat ein Biomasseheizkraftwerk errichtet und betreibt dieses auch. Die entstehende Wärme fließt in das Fernwärmenetz von Wiesbaden. 2012 wurde die Wasserversorgung ausgegliedert und auf den neuen Eigenbetrieb der Landeshauptstadt Wiesbaden (WLW) übertragen.
Im April 2013 erwirbt das Unternehmen einen eigenen Windpark in Uettingen (Unterfranken). Aktuell befinden sich im ESWE-Beteiligungsportfolio in Summe zehn Windparks, an denen ESWE unter anderem zusammen mit der Thüga Erneuerbare Energien und der KMW Anteile hält. Anteilig beträgt das ESWE-Beteiligungsportfolio für Windenergie aktuell rund 42 MW. Ergänzt wird das Engagement durch weitere indirekte Anteile, wie z. B. am Windpark Heidenrod und Gesellschaften mit eigenen Erneuerbare Energien -Portfolios. 2015 feiert ESWE Versorgung 85-jähriges Jubiläum.
Mit der Förderplattform „Wiesbaden Crowd“ unterstützt die ESWE Vereine und Institutionen aus der Region finanziell bei ihren Vorhaben und Projekten. Diese Plattform gibt es seit 2019. Bisher wurden über diese Plattform knapp 200.000 Euro Fördermittel ausgeschüttet.
Im Sommer 2020 erreicht ESWE einen Meilenstein bei seinem ambitioniertesten Projekt der letzten Jahre: Mit einer Spezialmaschine wurde ein 246 Meter langer Mikrotunnel unter der Autobahn 671 und unter 14 Gleistrassen entlang gebohrt. Der erfolgreiche Tunneldurchbruch ist der Höhepunkt eines 15 Millionen Euro teuren Bauprojekts: eine insgesamt vier Kilometer lange Gashochdruckleitung zur Versorgung des von „InfraServ Wiesbaden“ betriebenen Industrieparks im Süden der Landeshauptstadt. Am 5. November 2020 steigt ESWE Versorgung als Mitgesellschafter bei „easierLife“ ein.

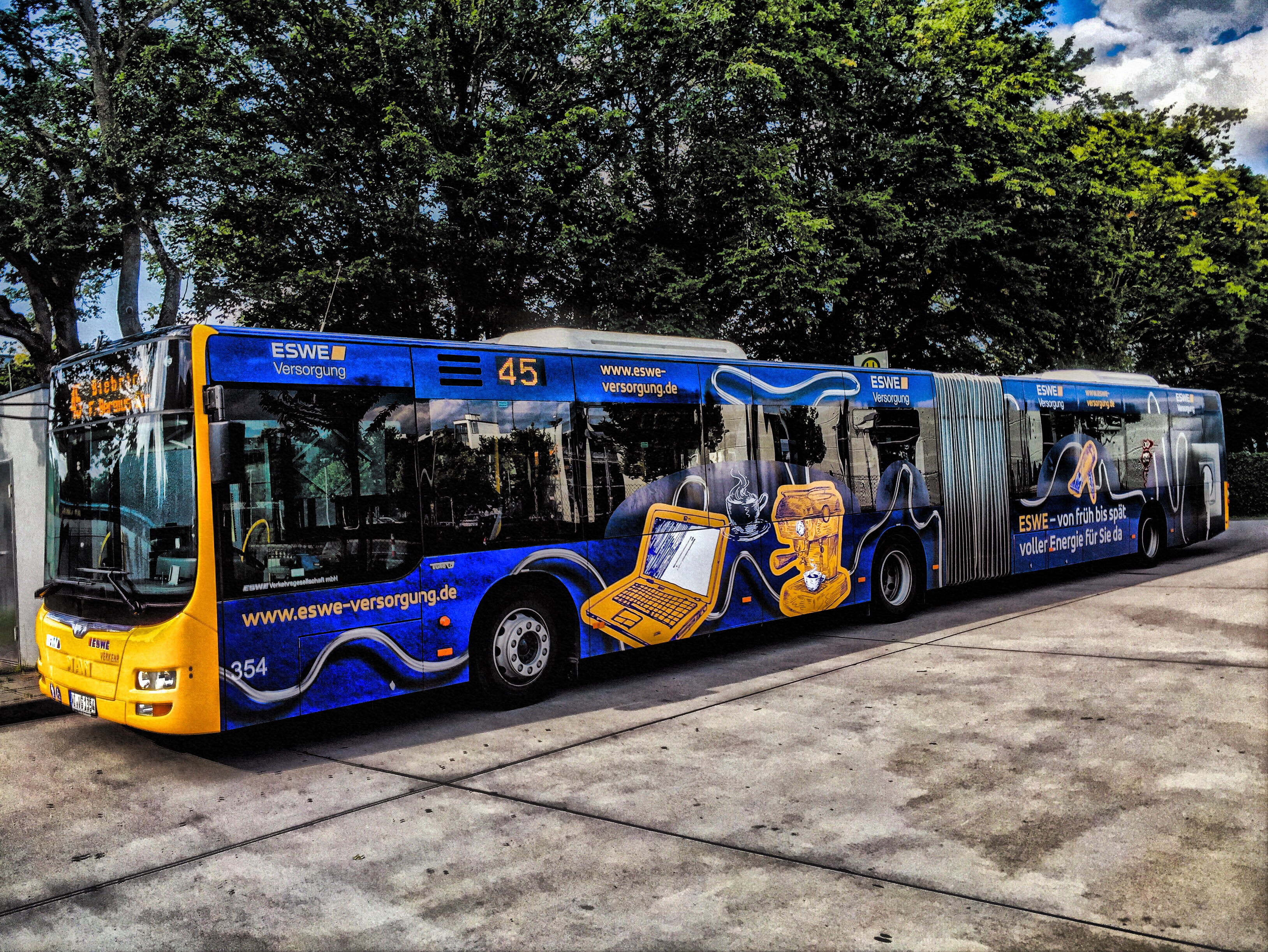
Bus mit Werbung für ESWE Versorgung
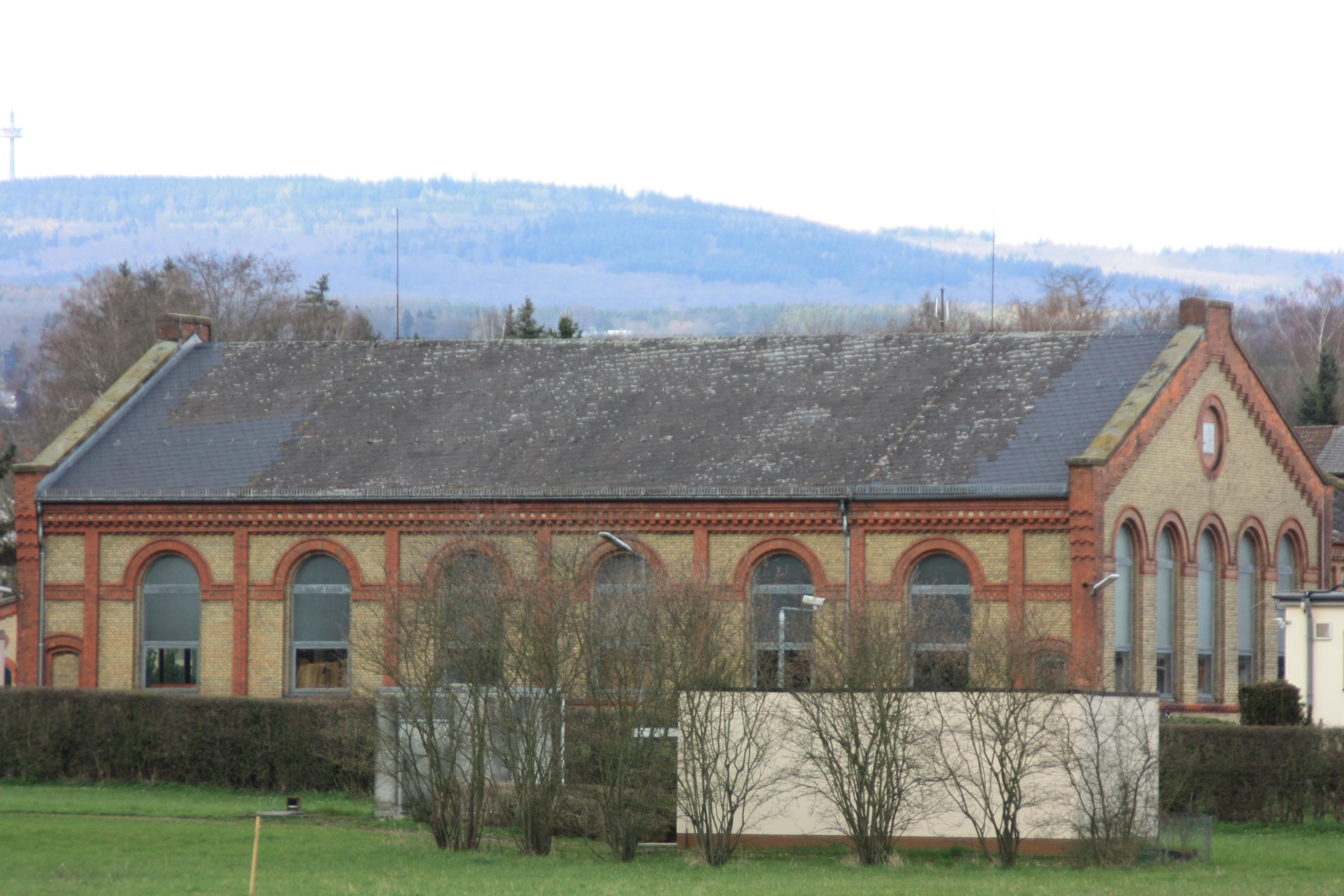
Wasserwerk Schierstein
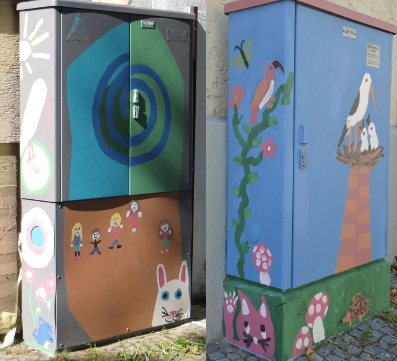
Bemalte Stromkästen der ESWE in Schierstein